# Rhizomyia applanata
Rhizomyia applanata är en tvåvingeart som beskrevs av Fedotova och Vasily S. Sidorenko 2005. Rhizomyia applanata ingår i släktet Rhizomyia och familjen gallmyggor. Inga underarter finns listade i Catalogue of Life.